# 马鞭草烯醇
马鞭草烯醇（英语：verbenol），又称2-蒎烯-4-醇（英语：2-pine-4-ol）是一种双环单萜醇，化学式：C10H16O。是生物活性分子存在于植物精油和昆虫信息素中。

## 异构体
马鞭草烯醇已知有四种不同的立体异构体。通常情况下，马鞭草烯醇通常以它们的对映体的非外消旋混合物的形式存在。根据连接在同一个碳原子上的甲基与羟基的相对位置关系，存在顺式（两甲基与羟基同侧）和反式（两甲基与羟基异侧）两种构型。同时每种构型下又存在左旋体（-）和右旋体（+）两种对映异构体，因此一共有四种构型：

(+)-顺式马鞭草烯醇
(-)-顺式马鞭草烯醇
(+)-反式马鞭草烯醇
(-)-反式马鞭草烯醇

其不同的构型对于不同的昆虫，起到的作用不相同。
反式马鞭草烯醇是山松甲虫（学名：Dendroctonus ponderosae）的信息素，能将昆虫吸引到树上。顺式马鞭草烯醇则是云杉八齿小蠹（学名：Ips typographus）' 和中欧山松大小蠹（学名：Dendroctonus ponderosae Hopkins.）的聚集信息素。